# Allotrichoma valkanovi
Allotrichoma valkanovi är en tvåvingeart som beskrevs av Besovski 1966. Allotrichoma valkanovi ingår i släktet Allotrichoma och familjen vattenflugor.
Artens utbredningsområde är Bulgarien. Inga underarter finns listade i Catalogue of Life.